# Petúnia (Nova Resende)
Petúnia é um distrito do município de Nova Resende. Pela lei estadual número 1058 de 31 de dezembro de 1943, foi elevado a categoria de distrito e anexado ao município de Nova Resende, Minas Gerais. O nome faz referência ao gênero de plantas Petúnia. 
O acesso ao distrito se faz pela rodovia MG-446, e o trecho é pavimentado.